# Petit cubicuboctaèdre
En géométrie, le petit cubicuboctaèdre est un polyèdre uniforme non-convexe, indexé sous le nom U13.
Il partage l'arrangement de sommet avec l'hexaèdre étoilé tronqué. Il partage en plus l'arrangement d'arêtes, de même que ses faces triangulaires, avec le petit rhombicuboctaèdre convexe.